# Ofelia (astronomia)
Ofelia è un satellite di Urano. Prende il suo nome da Ofelia, la figlia di Polonio nell'Amleto di William Shakespeare.
Viene anche stato designato come Urano VII.

## Scoperta
È stato scoperto dalle immagini riprese dalla sonda spaziale Voyager 2 il 20 gennaio 1986 ricevendo la designazione temporanea S/1986 U 8. Non fu più osservato fino al 2003 quando il telescopio spaziale Hubble lo ritrovò.

## Caratteristiche
Di Ofelia si conoscono solamente il raggio (21 km) l'orbita e l'albedo (0,08).
Nelle immagini riprese dalla sonda Voyager 2, Ofelia appare come un oggetto allungato, con l'asse maggiore che punta verso Urano. Ha la forma di uno sferoide oblato con un rapporto tra gli assi di 0,7 ± 0,3.

## Caratteristiche orbitali
Ofelia è un satellite pastore dell'anello Epsilon di Urano. L'orbita di Ofelia è all'interno del raggio orbitale sincrono di Urano; il satellite è quindi destinato a schiantarsi contro il pianeta, perché la sua orbita sta lentamente decadendo.